# Río Filo Hua Hum Oeste
El río Filo Hua Hum Oeste (en mapudungum Hua Hum: lugar de balseo) es un curso de agua dentro del departamento Lácar en la provincia del Neuquén, Argentina. Forma parte del parque nacional Lanín.

## Curso
El río nace en la desembocadura del lago Nuevo y luego recorre por aproximadamente 12 kilómetros en dirección oeste-este hasta verter sus aguas en la margen oeste del lago Filo Hua Hum.

## Aprovechamiento
Es un curso de agua muy valorado para la pesca deportiva de trucha arco iris, trucha Fontinalis y trucha marrón. En sus cercanías se encuentra un castillo que imita a otro del siglo XV.